# Acentra
Acentra is een geslacht van vlinders van de familie van de zakjesdragers (Psychidae). De wetenschappelijke naam van dit geslacht is voor het eerst voorgesteld door Charles Richard Nelson Burrows in een publicatie uit 1932. De soorten binnen dit geslacht komen in het Palearctisch gebied voor.

## Soorten
- Acentra subvestalis (Wehrli, 1933)
- Acentra vestalis (Staudinger, 1871)